# Stephen Abas
Stephen Anthony Abas (* 12. ledna 1978, Santa Ana, Kalifornie) je bývalý americký zápasník ve volném stylu a profesionální bojovník MMA, v bantamové váze se stal vítězem Panamerických her 2003 a stříbrným olympijským medailistou z Letních olympijských her 2004 v Athénách.

## Abasovy začátky
Abas vyrostl v Haywardu, středoškolská studia zahájil na střední škole Canyon Springs v Moreno Valley (Kalifornie), kde byl společně se svým bratrem Gerrym členem klubu Wan Tu Wazuri. V roce 1996 se stal juniorským mistrem USA. Středoškolská studia ukončil na Střední škole Jamese Logana. V letech 1998 – 2002 navštěvoval Kalifornskou státní univerzitu ve Fresnu, kde ho začal trénovat Dennis Delido a vypracoval jej ve vynikajícího volnostylaře. Již během studia získal Abas tři tituly NCAA D1, odpovídající akademickému mistrovství USA. V letech 1999, 2001, 2002 a 2004 byl seniorským mistrem USA v bantamové váze. Později závodil za Sunkist Kids ve Phoenixu v Arizoně.
Abasova mezinárodní kariéra začala mistrovstvím světa kadetů (do 16 let) ve Frankfortu v americkém Kentucky, kde obsadil ve váze do 51 kg třetí místo. V letech 1996 a 1997 obsadil na mistrovství světa do 18 let šesté resp. páté místo. V roce 1999 se stal juniorským mistrem světa.

## Abasova seniorská dráha
Mezi dospělými se účastnil poprvé mistrovství světa 2000 v Tokiu a obsadil zde čtvrté místo, zato o rok později byl vyřazen hned v 1. kole budoucím mistrem světa Bělorusem Germanem Kontojevem. V roce 2003 zvítězil na Panamerických hrách a v americké kvalifikaci na olympijské hry 2004 porazil svého konkurenta Samuela Hensona. Po úspěšné olympiádě v Athénách ještě vyhrál turnaj Světového poháru v Taškentu, ale dalí úspěchy nepřicházely. Pokusil se kvalifikovat se na olympijské hry do Pekingu 2008, ale proti budoucímu olympijskému vítězi Henrymu Cejudovi neměl se svým zraněným kolenem šanci. Kariéru nevolném stylu pak ukončil a začal pracovat jako asistent trenéra na Kalifornské státní univerzitě ve Fresnu.
V letech 2010 – 2011 trénoval v MMA týmu Arena MMA v San Diegu, za kterou vybojoval tři zápasy, ale poté se věnoval plně trenérské činnosti.

## Abas na olympijských hrách 2004
Na Letních olympijských hrách v Athénách porazil v eliminační skupině Ghenadie Tulbeu z Moldávie 6:1 a Kubánce René Montera 4:3 a postoupil mezi nejlepších šest zápasníků, poté vyřadil Číňana Li Čeng-jü 6:1. V semifinále si pak poradil s Japoncem Čikarou Watanabem (3:0), v boji o zlato už byl proti Rusovi Mavletu Batyrovovi bezmocný a prohrál 1:9. Přesto byla stříbrná medaile Abasovým největším životním úspěchem.